# Adolf Berdel

Adolf Berdel (um 1906)

Adolf Berdel (* 12. Januar 1860 in Schrollbach, Bezirksamt Homburg/Pfalz; † 28. November 1925) war ein deutscher Jurist.

## Werdegang
Berdel war königlicher Oberamtsrichter in Waldmohr. Als Vertreter der Wahlkreise Landstuhl/Pfz (19. Wahlperiode) und Homburg/Pfz (20. Wahlperiode) gehörte er von 1905 bis 1911 der Kammer der Abgeordneten des Bayerischen Landtags an. Nach Beförderung zum kgl. Oberamtsrichter in Zweibrücken gab er sein Mandat auf.
Er war protestantisch und Mitglied der Liberalen Vereinigung.